# ジアン
ジアン（Gien）は、フランス、サントル＝ヴァル・ド・ロワール地域圏ロワレ県のコミューン。

## 概要
先史時代、ケルト系のCarnutes族とガリア系のハエドゥイ族が定住していた。古名のGiemusが、のちにジアン＝ル＝ヴュー（Gien-le-Vieux）と呼ばれるようになった。中世初期には、当時隆盛を誇っていたベネディクト会派のフルーリー修道院の所領となった。
1462年、ブルボン公ピエール2世（フランス王女アンヌ・ド・ボージューの夫）がジアン領主となった。アンヌは1483年から1491年まで実弟シャルル8世の摂政を務めて栄華を極め、ジアンの居城をルネサンス様式に改修した。ユグノー戦争の最中には、ジアンはユグノーの牙城の一つであった。フロンドの乱の時には、幼いルイ14世と王母アンヌ・ドートリッシュがジアン城へ一時避難していた。
1821年、イギリス人実業家トマス・エドム・フルムが、ジアンに製陶工場を開業。これがジアン焼（Faïencerie de Gien）の発祥となった。

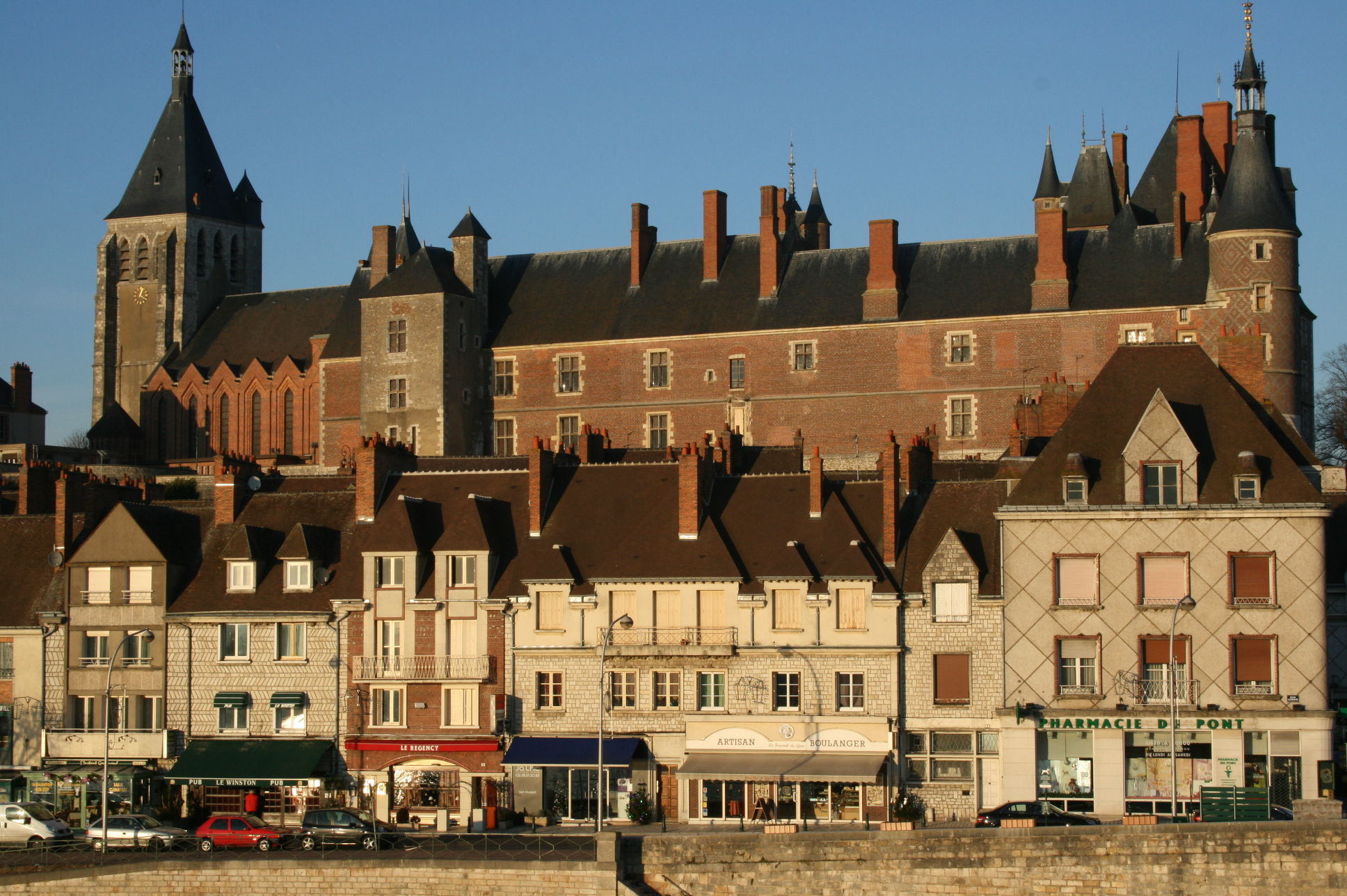
ジアン城
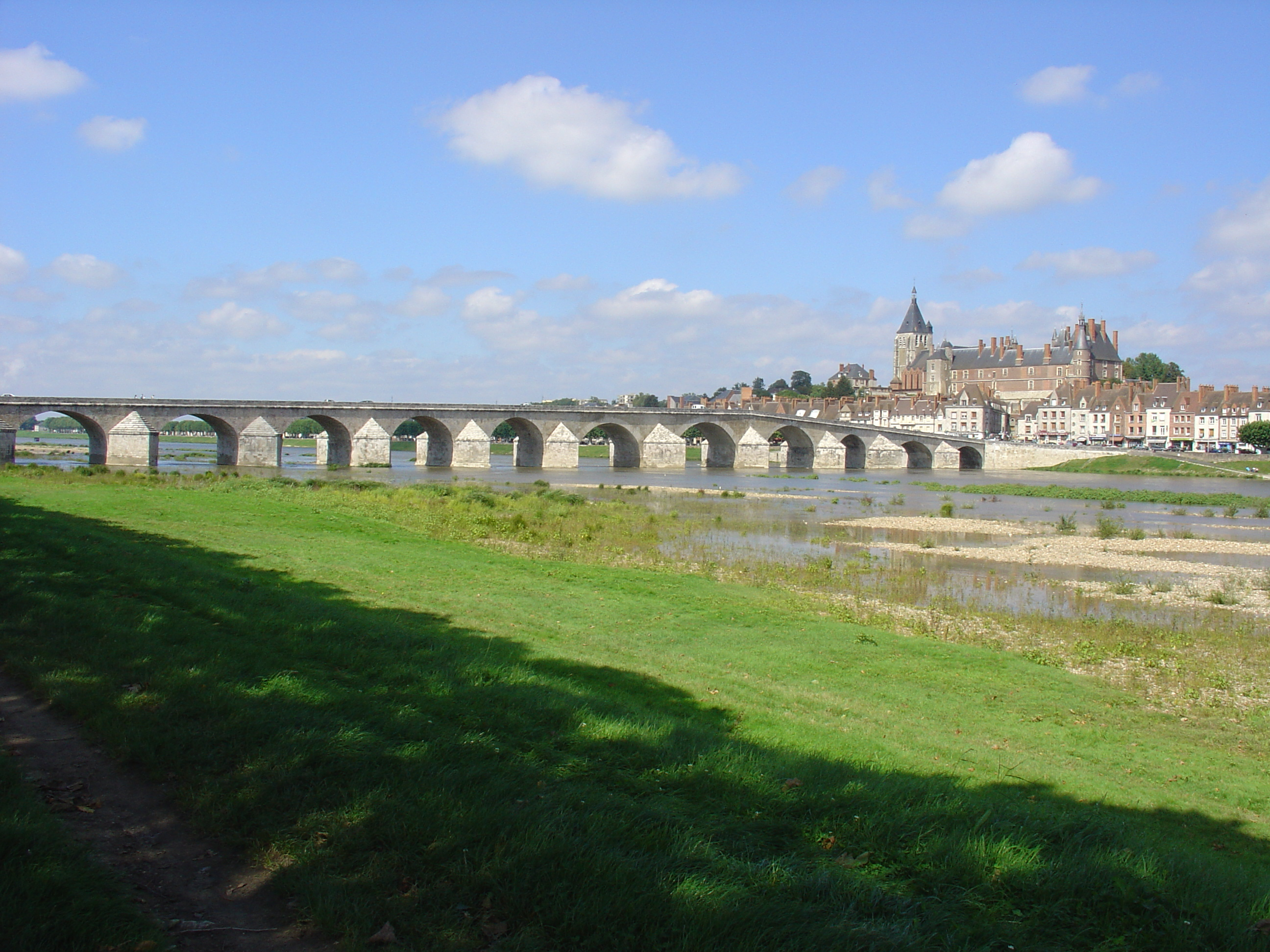
ロワール川とジアンの眺め

## 姉妹都市
- マルムズバリ、イングランド
- ソア、カメルーン
- レドンド、ポルトガル

## 出身者
- ピエール・ロラン - 自転車競技選手